# 구조 요시쓰네
구조 요시쓰네(일본어: 九条良経, 1169년 ~ 1206년)는 헤이안 시대 말기부터 가마쿠라 시대 전기까지의 공경이다. 종1위, 섭정, 태정대신. 관백 구조 가네자네의 차남으로 태어났다.

## 와카
```
서리 내리고 귀뚜라미 우는 밤 차디찬 멍석 위 옷자락 베게삼고 홀로 누워 있는가
きりぎりす鳴くや霜夜のさむしろに衣かたしきひとりかも寝む
```